# Рауль Мера
Рауль Мера (ісп. Raúl Mera, 14 червня 1936) — уругвайський баскетболіст.
Бронзовий призер Олімпійських Ігор 1956 року, учасник 1960 року.